# امبریکورت
امبریکورت (به فرانسوی: Ambricourt) یک کمون در فرانسه است که در پا-دو-کاله واقع شده‌است.

## خصوصیات
امبریکورت ۳٫۳۹ کیلومترمربع مساحت و ۱۲۵ نفر جمعیت دارد و ۱۲۴ متر بالاتر از سطح دریا واقع شده‌است.